# Ensoñaciones del paseante solitario
Las ensoñaciones del paseante solitario, cuyo título original en francés es Les Rêveries du promeneur solitaire, es una obra inacabada del filósofo suizo Jean-Jacques Rousseau, escrita entre 1776 y 1778. La primera publicación se realizó en 1782.

## Historia
Fue la última de una serie de obras profundamente autobiográficas, junto con Las Confesiones y Diálogos: Rousseau, juez de Jean-Jacques, compuestas en los últimos años de su vida. 
La inicia en París, probablemente a finales de 1776, y no tendrá tiempo de terminarla, al morir el 2 de julio de 1778 en el castillo de Ermenonville, donde estaba invitado desde mayo por el marqués de Girardin.
El libro está dividido en diez capítulos de diferentes tamaños, llamados Promenades ("paseos", en español). Rousseau finalizó el octavo y el noveno, aunque no los revisó, y el décimo quedó inacabado tras su muerte.

## Presentación general del texto
Las Ensoñaciones del paseante solitario son una mezcla de anécdotas autobiográficas, descripciones de observaciones, especialmente de plantas, hechas por Rousseau en sus paseos por París, y elaboraciones y extensiones de argumentos previos en campos como la educación y la filosofía política.
El autor emplea, muy habitualmente la primera persona del singular y proporciona algunos detalles sobre su vida, así como reflexiones sobre la naturaleza del hombre y de su espíritu. Presenta una visión filosófica de la felicidad, próxima a la contemplación, del estado ataráxico, a través de un relativo aislamiento, una vida apacible, y sobre todo, una relación simbiótica con la naturaleza, desarrollada a través de los paseos y la contemplación de la botánica que Rousseau practica.
Aunque esta obra sigue históricamente a Las Confesiones, sería simplista situar los dos libros en la misma categoría: el último, también de publicación póstuma, quiere, en primer lugar, arrojar luz sobre el ciudadano Rousseau y sobre su vida. En las Ensoñaciones se trata solo de una invitación al viaje ... Una reflexión general sobre su pensamiento.

"Aquí me encuentro sólo en la tierra,
sin hermanos prójimos, ni amigo, ni más sociedad que yo mismo, el humano más sociable y más cariñoso ha sido proscrito por acuerdo unánime, han buscado dentro de las sutilezas de su ira, que tormento podría ser el más cruel hacia mi alma sensible y han roto violentamente todos los vínculos que me unían a ellos, habré querido a los hombres a pesar de ellos mismos"
Rousseau, Ensoñaciones del paseante solitario, Primer paseo.